# Lengo (langue)
Pour les articles homonymes, voir Lengo.
Le lengo est une des langues des Salomon du Sud-Est, parlée dans la région septentrionale et orientale de Guadalcanal par 13 800 locuteurs. Cette langue est aussi appelée ruavatu ou tadhimboko. Elle comprend les dialectes : Aola, Paripao, Ghaimuta (Ghua), Lengo.